# Rhein-Main Air Base
Die Rhein-Main Air Base war von 1945 bis 2005 ein Stützpunkt der United States Air Force (USAF) in Deutschland. Sie lag auf dem südlichen Teil des Flughafens Frankfurt und teilte sich mit diesem die Start- und Landebahnen. Während des Kalten Krieges waren bis zu 10.000 Soldaten auf der Air Base stationiert. Im Gegensatz zu anderen gemischt genutzten Flughäfen hatte die Rhein-Main Air Base je einen eigenen IATA-Code (FRF) und ICAO-Code (EDAF).
Am 30. September 2005 endeten die Einsätze der USAF auf der Basis, zum 31. Dezember 2005 wurde der Stützpunkt endgültig geschlossen. Das Gelände steht seitdem dem Frankfurter Flughafen als Erweiterungsfläche zur Verfügung.

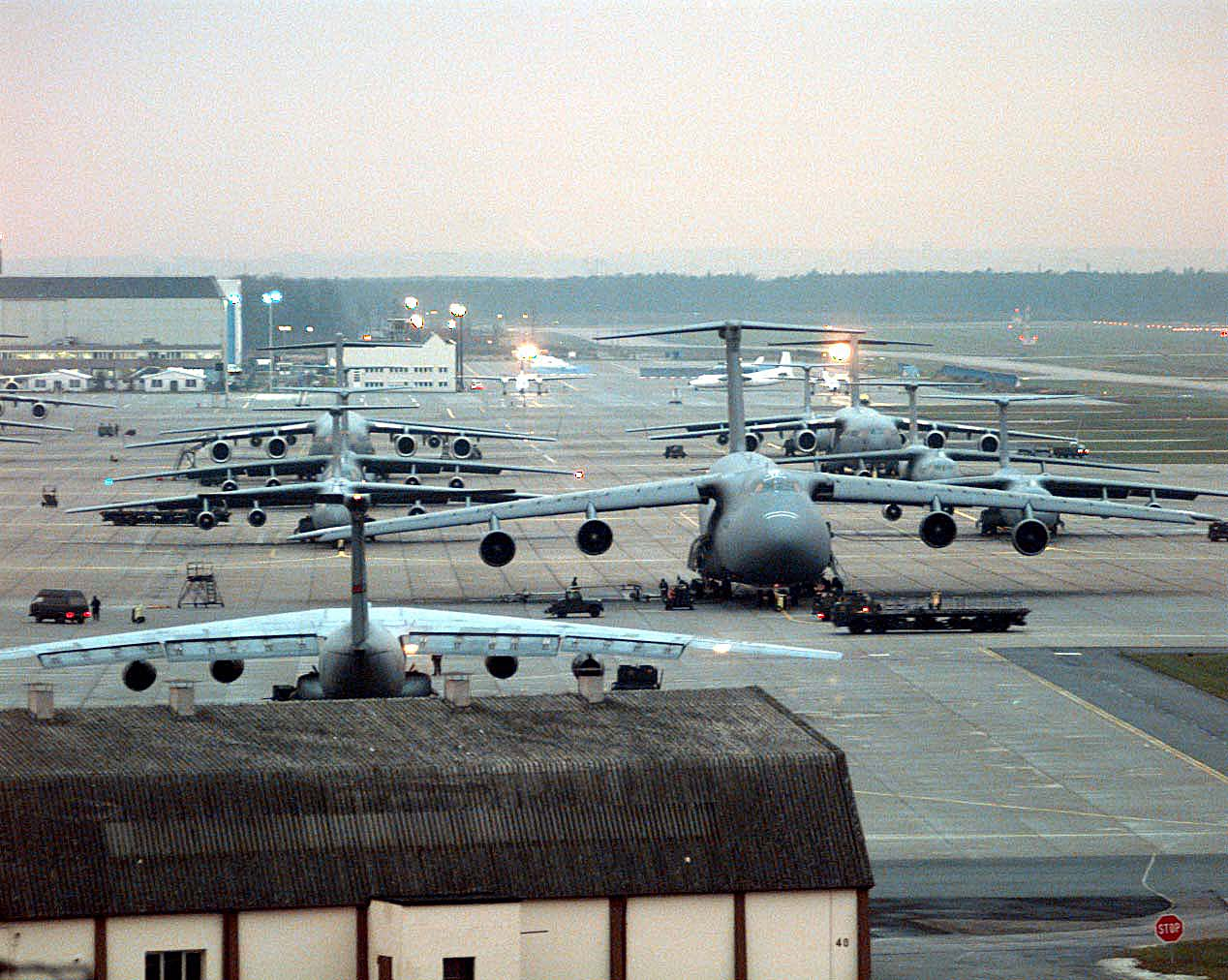
Rhein-Main AB (flightline), 1995

## Geschichte

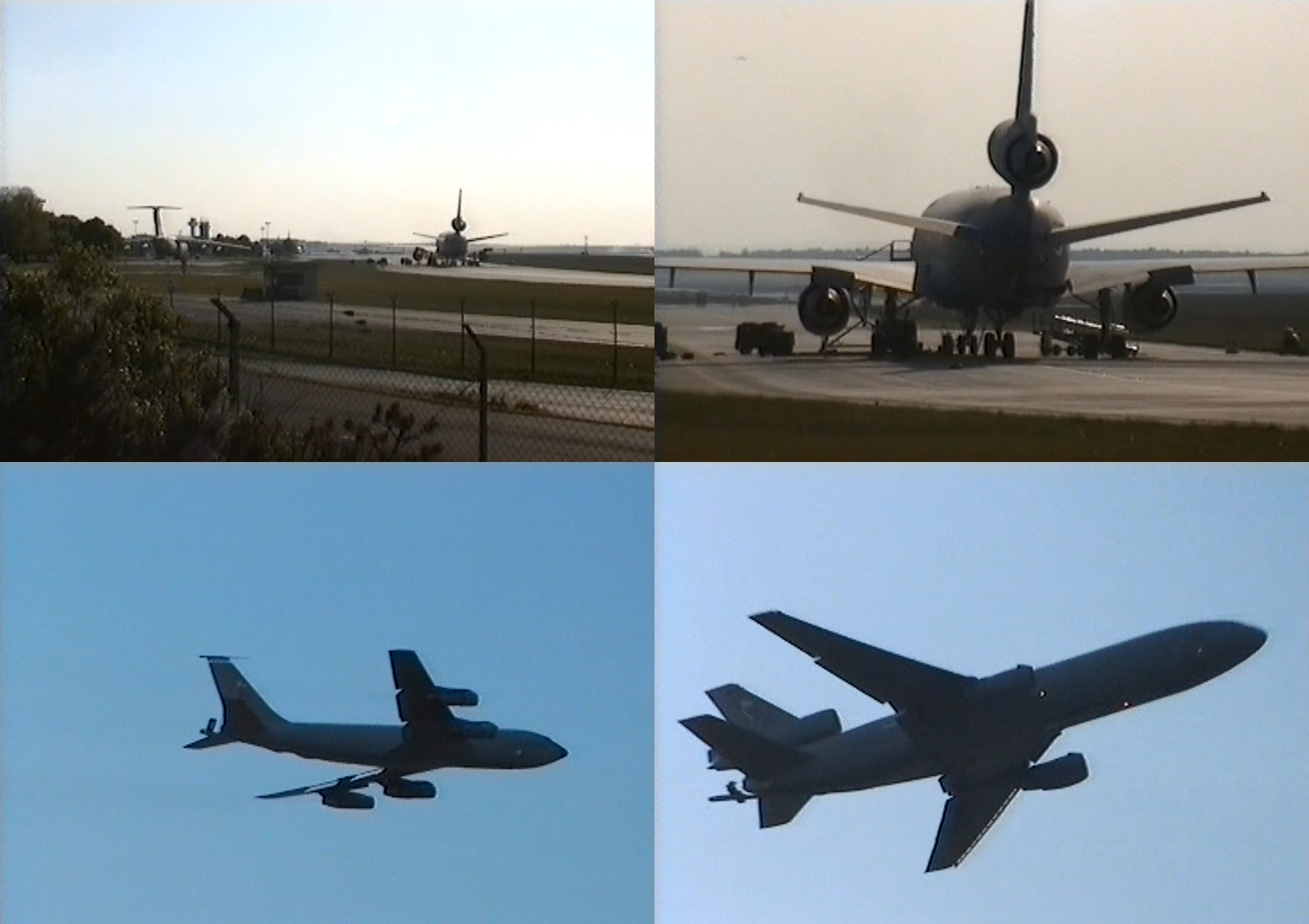
Die Airbase während des Kosovokrieges im Mai 1999

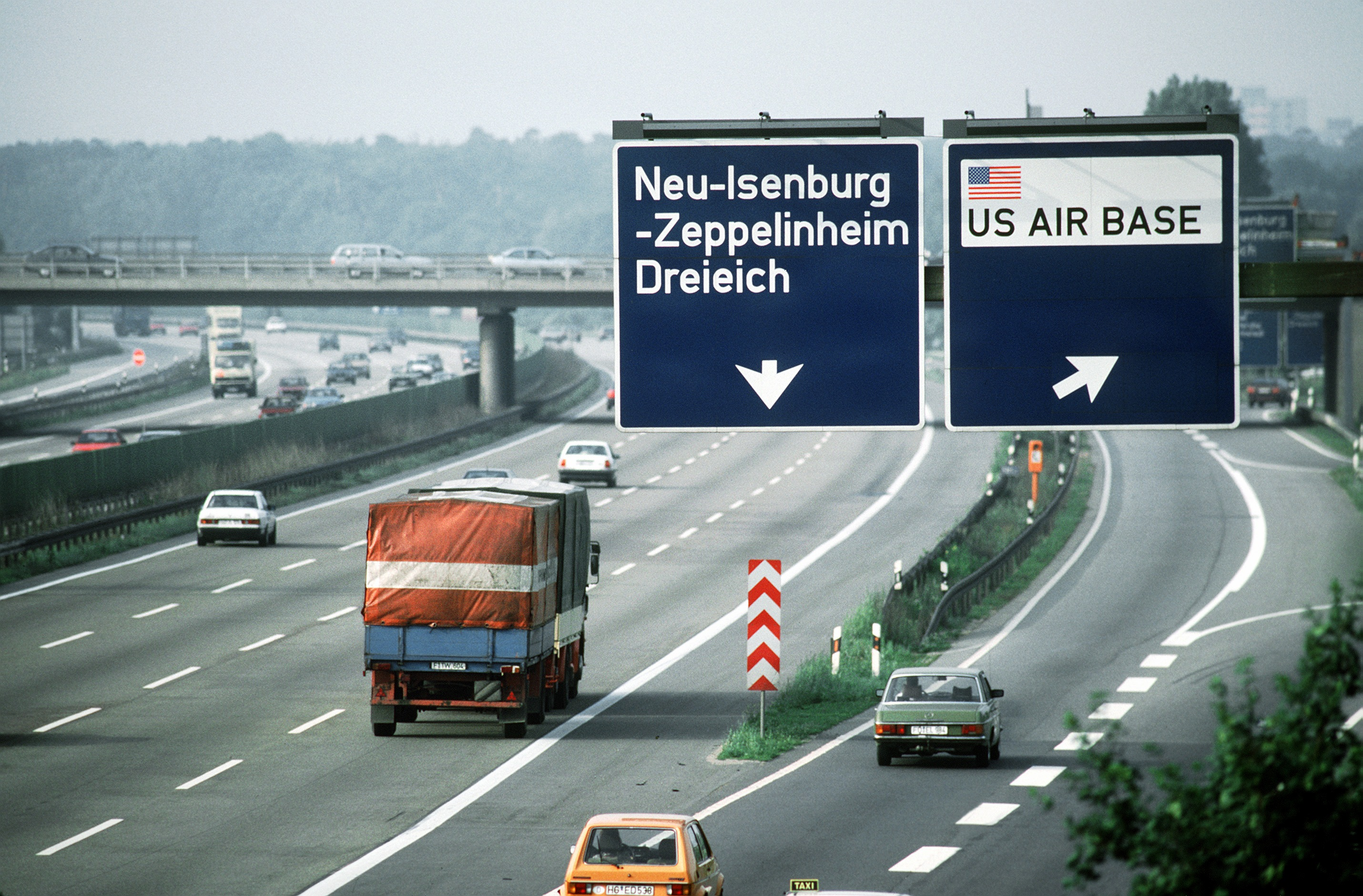
Ausfahrt an der Autobahn A5

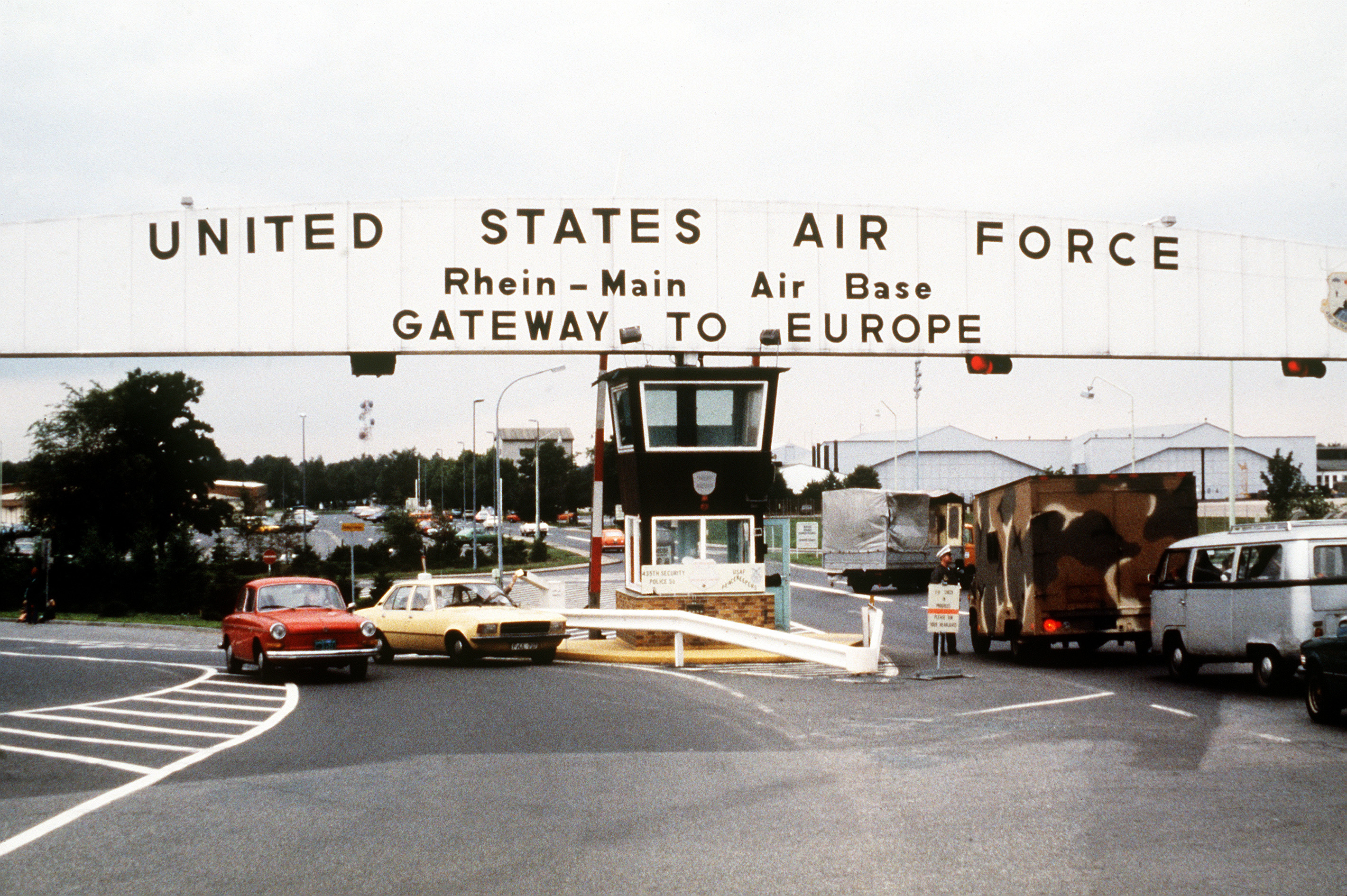
Das Eingangstor zur Rhein-Main Airbase 1980

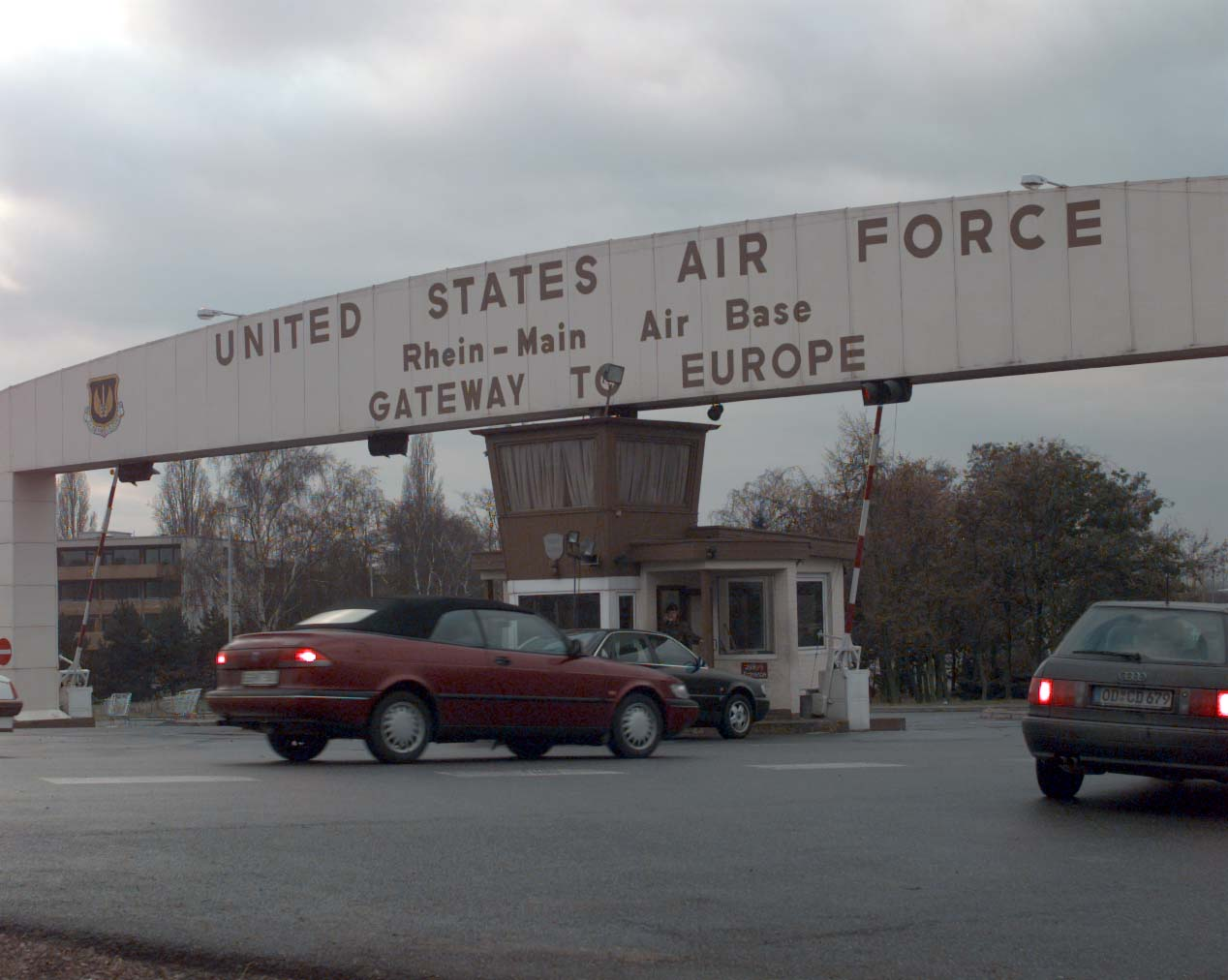
Das Eingangstor zur Rhein-Main Airbase 1996

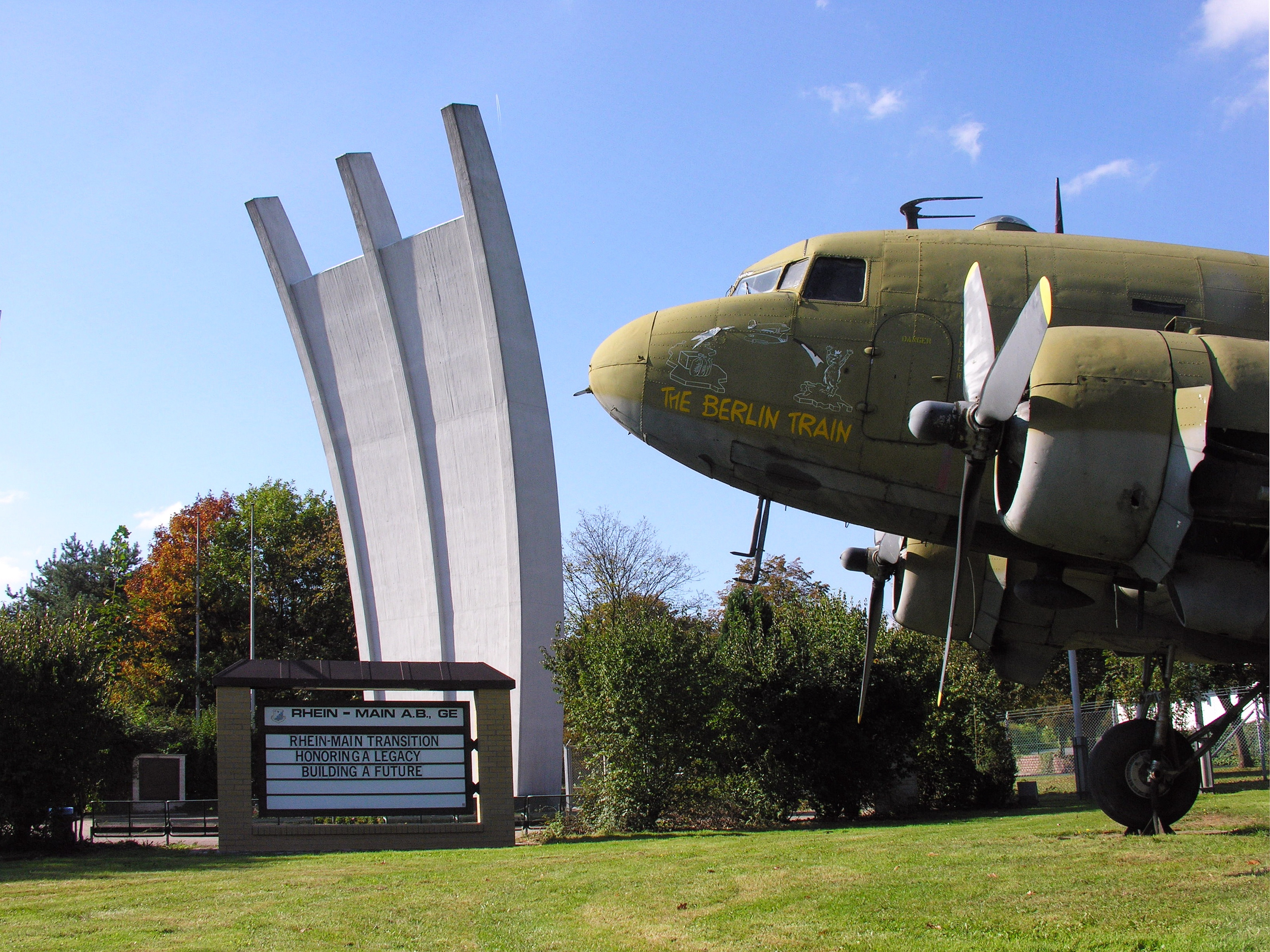
Luftbrückendenkmal (Berlin Airlift Memorial) mit Douglas DC-3/C-47. Das Denkmal aus 1985 ist eine 1:1 Kopie des Berliner Luftbrückendenkmals

Douglas C-54 Skymaster am Frankfurter Berlin Airlift Memorial

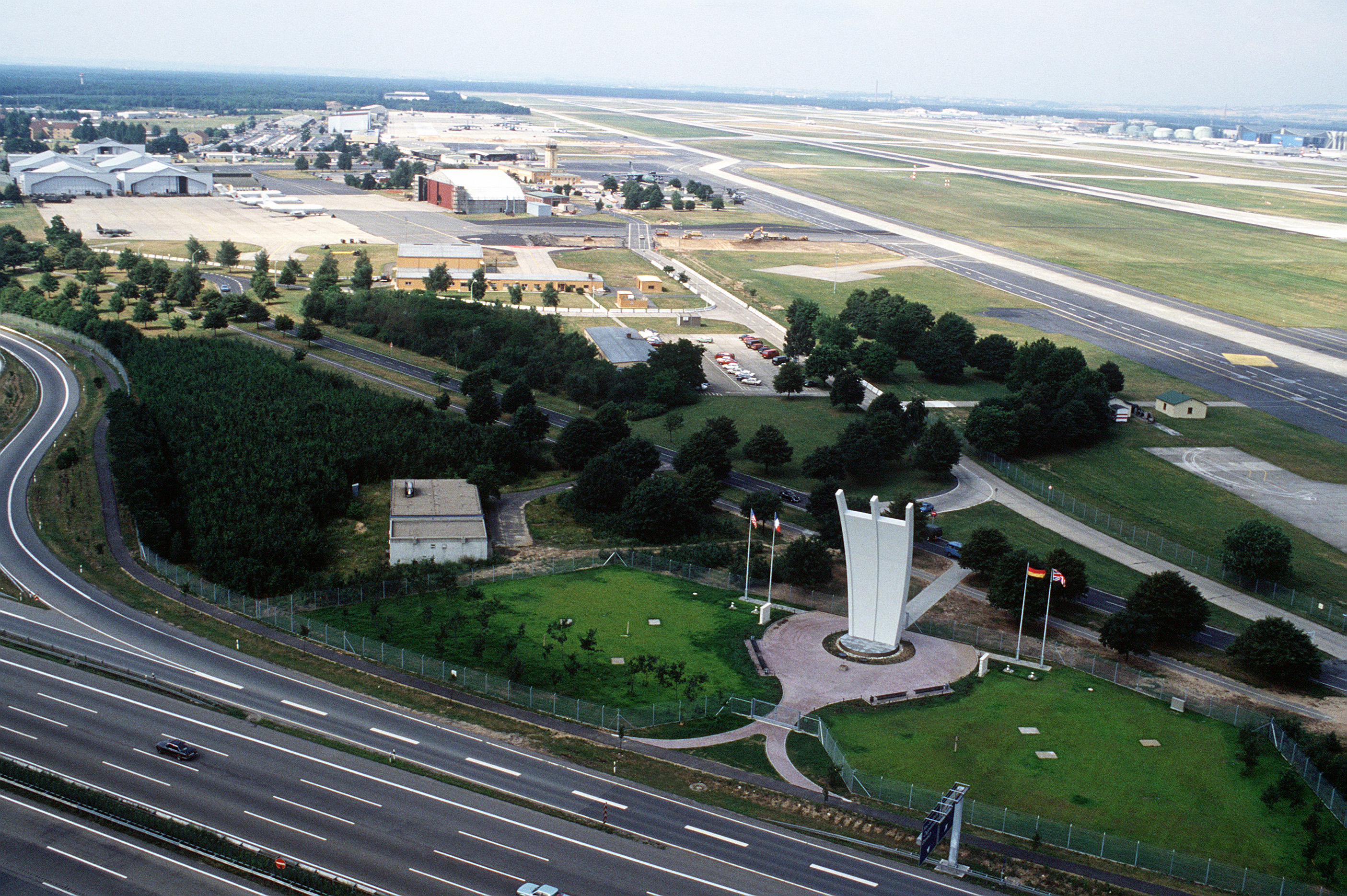
Luftbild des Frankfurter Berlin Airlift Memorial (1985 noch ohne die Douglas-Flugzeuge DC-3/C-47 und DC-4/C-54)

### Anfänge
Am 30. März 1945 wurde der vormalige Flug- und Luftschiffhafen Rhein-Main von den US-Streitkräften beschlagnahmt und als Luftwaffenstützpunkt (engl. Air Base) für die United States Army Air Forces (USAAF) – die später daraus hervorgehenden USAF – hergerichtet, die ihn als Advanced Landing Ground ALG Y-73 bezeichnete. Am 10. April wurde er in Betrieb genommen; zunächst wurden verschiedene Einheiten mit Jagdflugzeugen dort stationiert.
Für die Berliner Luftbrücke 1948/1949 war die Air Base (neben anderen Luftwaffenstützpunkten der drei West-Alliierten in Deutschland) die Hauptnachschubbasis, woran heute noch das Luftbrückendenkmal am Rand des Stützpunkts erinnert. Die Skulptur ist ein Duplikat des Luftbrückendenkmals am Flughafen Berlin-Tempelhof. Ein weiteres Duplikat steht am Eingang der Ortschaft Wietzenbruch bei Celle.
Vom 9. bis 10. Juli 1956 starteten von der Air Base während der Zeit des Kalten Krieges Aufklärungsflüge in die damalige Sowjetunion. Der US-Auslandsgeheimdienst CIA leitete die von einem U-2-Flugzeug durchgeführten Beobachtungsmissionen zu Raketen- und Radarstützpunkten in Litauen, Weißrussland und auf der Krim.
Bis 1959 war die Rhein-Main Air Base der wichtigste europäische Standort für den Lufttransport der US-Luftwaffe; im selben Jahr zog sie sich aus dem nördlichen Teil des Areals zurück, um dort den rein zivilen Betrieb des Frankfurter Flughafens zu ermöglichen. Da über die Basis auch die Ein- und Ausreise aller in Europa stationierten US-Soldaten abgewickelt wurde, erhielt sie den Beinamen Gateway to Europe (Tor nach Europa).
Der Stützpunkt wurde am 1. Juli 1975 dem Military Airlift Command (heute Air Mobility Command) zugeordnet und ging am 1. April 1992 wieder an die United States Air Forces in Europe (USAFE).
In der Zeit zwischen 1975 und 1992 war die RMAB auch das Zuhause der 435th SPS/AMS und der 469th Security Police Squadron/RMAB. Dieses wurde nach 1992 dann in 469th ABG Security Forces umbenannt und mit der Schließung der RMAB mit nach Ramstein verlegt.
Ab 1986 war hier auch als Verschlusssache, aber mit Zustimmung des damaligen Kanzleramtschefs Wolfgang Schäuble, das Foreign Emergency Support Team (FEST) untergebracht. Es handelte sich um eine Antiterroreinheit, die für ihre Einsätze über eine eigene Maschine verfügte. Sie absolvierte mehr als 30 Einsätze, etwa nach den Qaida-Anschlägen 1998 in Nairobi und Daressalam und 2000 auf das Kriegsschiff Cole in Aden.
Am 30. Mai 1989 besuchte US-Präsident George H. W. Bush während eines Deutschland-Besuchs die Air Base.
Während des Zweiten Golfkriegs von 1990 bis 1991 diente die Rhein-Main Air Base als europäisches Drehkreuz für den militärischen Lufttransport aus den USA in die Golfregion und zurück. Als die NATO im Frühjahr 1999 im Rahmen des Kosovokrieges Luftschläge gegen Serbien durchführte, starteten von hier aus Tankflugzeuge, um die Jets der NATO in der Luft mit Treibstoff zu versorgen (siehe Foto rechts).
Am 5. Mai 1999 besuchte US-Präsident Bill Clinton während eines Deutschland-Besuchs die Air Base.

### Verkleinerung
Am 20. Dezember 1993 einigte sich die US-Luftwaffe mit der Flughafengesellschaft Flughafen Frankfurt/Main AG über eine Verkleinerung des Stützpunktes und eine schrittweise Rückgabe von Teilflächen. Bis April 1995 wurde das Personal um rund zwei Drittel auf nun noch 3.000 Personen (einschließlich Angehörige) reduziert sowie einige Einheiten zur Ramstein Air Base verlegt. Seither waren in Frankfurt keine Flugzeuge mehr fest stationiert. 

### Schließung Ende 2005
Die Schließung der Rhein-Main Air Base und die Rückgabe der verbliebenen 153 Hektar an die Bundesrepublik Deutschland bis Ende Dezember 2005 wurde am 27. Juli 1999 vertraglich zwischen den Vereinigten Staaten, der Bundesrepublik Deutschland, den Bundesländern Hessen und Rheinland-Pfalz sowie der Flughafen Frankfurt/Main AG vereinbart. Die Flächen im heutigen Stadtbezirk Gateway Gardens fielen dabei an die Stadt Frankfurt am Main. Alle weiteren Flächen wurden durch den Bund der Flughafen Frankfurt/Main AG übereignet. Im Juni 2005 verlegte die US-Luftwaffe ihr Drehkreuz für die Versorgung der Streitkräfte im Irak von Rhein-Main zur Incirlik Air Base in die Türkei. Am 30. Dezember 2005 erfolgte die symbolische Schlüsselübergabe durch US-Luftwaffengeneral Mike Snodgrass an den Flughafenbetreiber Fraport AG.

### Rhein-Main Transition Program
Da die US-Luftwaffe ihre Lufttransportkapazitäten in Deutschland beibehalten möchte, wurden sie im Rahmen des Rhein-Main Transition Program ab dem 1. Oktober 2005 von Frankfurt zu zwei Dritteln zur Ramstein Air Base und zu einem Drittel zur Spangdahlem Air Base verlegt.
Beide Stützpunkte sind zu diesem Zweck ausgebaut worden. Die Finanzierung der Maßnahmen übernahmen Fraport, die Bundesrepublik Deutschland sowie die Bundesländer Hessen und Rheinland-Pfalz. Ende 2007 teilte die hessische Landesregierung auf eine Anfrage der Grünen im Landtag mit, dass die Verlegung der Air Base bis zum Abschluss der letzten von insgesamt 37 Bauprojekten rund 372 Millionen Euro kosten werde. Davon trägt Fraport 130, die NATO 80, der Bund 63, die Stadt Frankfurt 46, das Land Hessen 36 und das Land Rheinland-Pfalz 17 Millionen Euro.
Eine C-17 Globemaster III führte am 28. September 2005 den letzten Lufttransport-Einsatz vom Stützpunkt aus durch. Zwei Tage später fand der letzte Passagier-Charterflug unter militärischer Regie statt. Am 10. Oktober fand die offizielle Abschiedszeremonie statt, bei der auch eine C-17 mit dem Kennzeichen 8-0049 auf den Namen Spirit of Rhein-Main getauft wurde.
In den letzten Monaten des Jahres 2005 bereitete die US-Luftwaffe die Rhein-Main Air Base für die endgültige Übergabe vor.

### Zukunft der ehemaligen Air Base
Auf den nun frei gewordenen Flächen begannen 2015 die Bauarbeiten für das neue Terminal 3. Bis 2023 sollte hier ein neues Abfertigungsgebäude für bis zu 25 Millionen Fluggäste jährlich entstehen. Die feierliche Grundsteinlegung für den Hochbau des neuen Terminals 3 erfolgte am 29. April 2019. Flugsteig G wurde nach seiner baulichen Fertigstellung im April 2022 in den vorübergehenden Ruhezustand überführt. Das Terminal soll 2026 in Betrieb genommen werden, wenn die Nachfrage von 2019 wieder erreicht oder überschritten wird. Dann sollen auch die noch fehlenden Systeme und Zubringer vorhanden sein.

### Vermutete Altlasten
Wie 2019 bekannt wurde, ist Aushub von der Baustelle des Terminals 3 im Umfang von 600.000 Kubikmetern mit poly- und perfluorierten Chemikalien belastet. Mit hoher Wahrscheinlichkeit gelangten die Chemikalien durch Löschschaum, der von der amerikanischen Luftwaffe hauptsächlich zu Übungszwecken eingesetzt wurde, in den Boden.

## Zwischenfälle

### Flugunfall
Am 22. Mai 1983 ereignete sich auf dem Luftwaffenstützpunkt während einer Luftfahrtschau ein Flugunfall. Ein Kampfflugzeug des Typs F-104 Starfighter der kanadischen Luftwaffe, stationiert im badischen Rheinmünster-Söllingen – genannt CFBE Baden-Soellingen – stürzte in der Nähe des Frankfurter Waldstadions auf die Bundesstraße 44. Dabei kamen sechs Menschen am Boden ums Leben.

### Sprengstoffanschlag
Am 8. August 1985 explodierte auf der Rhein-Main Air Base (RMAB) vormittags ein Sprengsatz der RAF. Er war in einem Pkw auf einem Parkplatz der US-Base verstaut worden. Zwei Menschen starben, elf wurden zum Teil schwer verletzt. Der Sachschaden betrug rund 500.000 Euro. Zuvor war in Wiesbaden der 20-jährige US-Soldat Edward Pimental erschossen worden, um an seine Identification Card (US-Mil-ID) zu kommen, mit der der Wagen ungehindert auf das Gelände gefahren werden konnte.

### Weitere Zwischenfälle
Für weitere Zwischenfälle siehe Flughafen Frankfurt Main, Abschnitt Zwischenfälle. 